# Wortfeld
Unter Wortfeld versteht man in der Sprachwissenschaft allgemein eine Gruppe von bedeutungsähnlichen bzw. bedeutungsverwandten Wörtern.
Nahezu gleichbedeutend mit „Wortfeld“ sind: lexikalisches Feld, Bedeutungsfeld, Begriffsfeld, Sinnbezirk sowie semantisches Feld. Diese Begriffe bilden damit selbst ein Wortfeld. In der neueren Lexikologie wird in diesem Zusammenhang auch von „Synset“ gesprochen, falls es sich um bedeutungsähnliche Wörter handelt.
Den Begriff des „Wortfeldes“ hat Jost Trier 1931 in der Sprachwissenschaft etabliert. Er bezeichnete damit eine Gruppe von sinnverwandten Wörtern einer Sprache, deren Bedeutungen sich gegenseitig begrenzen und die lückenlos einen bestimmten begrifflichen Bereich abdecken sollen.

## Definitionen und Rezeption
Definition von Kühn: „Unter einem Wortfeld wird ein lexikalisch-semantisches Paradigma verstanden, das durch das Auftreten eines gemeinsamen semantischen Merkmals zusammengehalten wird, und in dem die Lexeme durch bestimmte semantische Merkmale in Opposition zueinander stehen und damit ein Netz von semantischen Beziehungen konstituieren.“
Definition von Wunderlich: „Ein paradigmatisches lexikalisches Feld ist eine Menge von Wörtern (Ausdrücken) mit ähnlicher Bedeutung. Die Wörter gehören zur selben grammatischen Kategorie und können füreinander in Sätzen eingesetzt (substituiert) werden, ohne dass sich deren Bedeutung dadurch wesentlich ändert. Das Feld kann oft durch einen einzigen Begriff aus der betreffenden Sprache charakterisiert werden.“
Als wesentlich wird betont: „So ist das Feld weniger als ein zweidimensionales Gebilde im Sinne eines Mosaiks zu verstehen, sondern eher als ‚Kraftfeld‘. Seine Eigenschaften sind Geordnetheit, Wechselbestimmtheit (der einzelnen Inhalte), Vollständigkeit (es gibt keine leeren Stellen) und Wohlgeschiedenheit (von anderen Feldern).“ Dies dürfte allerdings eine eher idealtypische Beschreibung sein.
Definition von Auer:„Bei einem Wortfeld handelt es sich um eine Menge an teilweise bedeutungsverwandten Wörtern, die den Bestand an Bezeichnungen für ein Bedeutungsspektrum in einer Sprache repräsentieren. Sie stehen in struktureller Hinsicht durch einfache inhaltsunterscheidende Merkmale in Opposition zueinander.“
Der Feldbegriff basiert auf der Grundvorstellung Wilhelm von Humboldts, dass die „Gliederung das allgemeinste und tiefste Merkmal aller Sprache“ sei.
Der Ausdruck Wortfeld wurde 1924 von Gunther Ipsen eingeführt und 1931 von Jost Trier in seinem Werk (Habilitationsarbeit) „Der deutsche Wortschatz im Sinnbezirk des Verstandes“ bahnbrechend übernommen. Die Wortfeldtheorie wurde besonders von Leo Weisgerber im Rahmen seiner „Inhaltbezogenen Sprachwissenschaft“ weiter ausgebaut und systematisiert. Nach Ansicht einiger Autoren „kann (sie) als Vorläufer der strukturellen Semantik gelten“.
Der Theorie vom Wortfeld wird vorgeworfen, dass „sie eher intuitiv und weniger auf expliziten Regeln aufgebaut ist“ und die „objektive Festsetzung der ‚Feldgrenze‘ […] ein Problem“ sei. Die „Feldauffassung“ von Trier/Weisgerber wurde in der Folge der philosophischen Deutung der Felder, „die als sprachliche Zwischenwelt bezeichnet wurden, stark kritisiert“. Die Zwischenwelt-Theorie von Leo Weisgerber dürfte aber auf einer „neohumboldtianischen Sprachauffassung“ beruhen, die für die Entwicklung der Wortfeldtheorie von grundlegender Bedeutung war.
Die Wortfeldtheorie wurde formalisiert durch strukturalistische Arbeiten zur semantischen Komponentenanalyse. Wortfelder dienen der Analyse semantischer Relationen zwischen Lexemen und dienen als „Mittel der Beschreibung lexikalischer Teilsysteme“. Untersuchungen zur empirischen Fundierung von Wortfeldern stellen Goeke und Kornelius dar.

## Beispiel
Eine wichtige Methode zur Ordnung und Differenzierung von Wortfeldern ist die Merkmalanalyse. Der Begriff geht auf Bernard Pottier (1963) zurück. So wird z. B. das bedeutungsunspezifische Lexem „sterben“ durch die folgenden Merkmale spezifiziert. Das Wortfeld sterben lässt sich im Anschluss an Weisgerber/Baumgärtner folgendermaßen darstellen:
| Bereich                                                                                        | Begriff                                               |
| ---------------------------------------------------------------------------------------------- | ----------------------------------------------------- |
| [A] äußerlich verursacht:                                                                      | 1. umkommen                                           |
| [A I] durch Krankheit und Verletzung 1. im Krieg 2. durch Krankheit und Verletzung 1. qualvoll | 1. fallen 2. erliegen 1. verröcheln                   |
| [A II] durch Mangel 1. an Nahrung 2. an Flüssigkeit 3. an Luft 4. an Blut                      | 1. verhungern 2. verdursten 3. ersticken 4. verbluten |
| [A III] durch Einwirkung: 1. von Kälte 2. von Feuer 3. von Wasser                              | 1. erfrieren 2. verbrennen 3. ertrinken               |
| [B] qualvoll                                                                                   | 1. zugrunde gehen                                     |

Diese Analyse ähnelt der der Generativen Semantik von Jerry Fodor, George Lakoff, James McCawley u. a., die freilich die Wortfeldtheorie und die Weisgerberschen Positionen nicht rezipiert haben.

## Differenzierungen
Man kann zwischen geschlossenen und offenen Wortfeldern unterscheiden. Als Beispiele für geschlossene Wortfelder werden Wochentage oder Monatsnamen, als Beispiel für ein offenes Wortfeld das der Namen für Farben genannt.
Als besondere Form von Wortfeldern können syntagmatische lexikalische Felder angesehen werden. „Ein syntagmatisches lexikalisches Feld ist ein Paar von Wörtern (Ausdrücken), die in einer syntaktischen Konstruktion aufeinanderfolgen und stets aufeinander bezogen sind […]. Die entsprechenden Wörter in den Paaren gehören zu derselben grammatischen Kategorie und zum selben paradigmatischen Feld.“ Beispiele: Tierlaute: Hund/bellen; Löwe/brüllen; Hirsch/röhren; Frosch/quaken.

## Wortfeld und Sprachvergleich
Werden zwei Sprachen miteinander verglichen, zeigt sich regelhaft, dass die einzelnen Wortfelder häufig sehr unterschiedlich gegliedert, aber auch verschiedentlich dicht besetzt sind. Damit sind bestenfalls nur Teilentsprechungen möglich oder auch gar keine Entsprechungen.